# Parto col folle
Parto col folle (Due Date) è un film del 2010 diretto da Todd Phillips.

## Trama
L'architetto Peter Highman deve tornare a Los Angeles per assistere alla nascita del suo primogenito, ma viene inserito nella Lista no-fly dopo aver erroneamente scambiato la valigia con quella di un altro passeggero, Ethan Tremblay. Senza documenti né denaro, rimasti nella valigia sequestrata, Peter è costretto ad accettare un passaggio proprio da Ethan, aspirante attore diretto a Hollywood.
Comincia così il loro viaggio attraverso gli Stati Uniti, ostacolato dalle strane abitudini di Ethan: quest'ultimo, che trasporta in un contenitore le ceneri di suo padre, é un massiccio consumatore di marijuana e costringe Peter ad assistere ai suoi atti di libidine nell'auto, cosa che ha insegnato anche al suo cane Sonny. Inoltre, quando Peter chiede a sua moglie Sarah di trasferire del denaro sul conto dello stesso Ethan, si scopre che Ethan Tremblay è solo un nome d'arte in quanto l'uomo si chiama in realtà Ethan Chase, a nome del quale non è stato versato neanche un centesimo. La conseguente discussione fra i due finisce per coinvolgere anche l'impiegato della banca, ex militare ora in sedia a rotelle, che li prende a bastonate dopo che Peter ha erroneamente ironizzato sul suo stato di servizio. La mattina dopo, Peter decide di abbandonare Ethan e proseguire il viaggio da solo, ma si pente e torna a prenderlo.
La situazione si complica quando Ethan si addormenta al volante e i due hanno un incidente precipitando da un cavalcavia e distruggendo l'auto. Peter chiama il suo amico Darryl affinché lo vada a prendere in ospedale, ma Darryl decide di far restare anche Ethan con loro e quando li porta a casa sua, Ethan scopre una foto di Darryl e Sarah insieme. A questo punto inizia a insinuare in Peter dei dubbi sulla presunta paternità del bambino, in realtà del tutto infondati. I due amici cercano di spiegarsi, ma quando scoprono che in mancanza di caffè Darryl ha messo nella moka parte delle ceneri del padre di Ethan, quest'ultimo e Peter vengono cacciati via proseguendo il viaggio con il pick up di Darryl.
Ethan sbaglia strada finendo col varcare il confine messicano e i due vengono arrestati dalla polizia di frontiera per possesso di marijuana. Grazie a Ethan riescono a evadere e a tornare negli Stati Uniti dopo un rocambolesco inseguimento ma una volta arrivati in Arizona e sparso quello che resta delle ceneri nel Grand Canyon, Ethan confessa di avere con sé il portafogli di Peter e di averglielo sottratto in aeroporto, avendo bisogno di un compagno di viaggio per arrivare a Los Angeles. Infuriato, Peter aggredisce Ethan ma poi i due fanno la pace e proseguono il viaggio, durante il quale Ethan trova una pistola con la quale spara involontariamente a Peter, ferendolo.
Nonostante ciò i due, ormai diventati amici, arrivano a Los Angeles dove Sarah partorisce non un bambino maschio, come inesattamente indicato da un'ecografia, ma una bambina, Rose.
Nella scena finale Peter e la moglie vedono in televisione Ethan che ha coronato il suo sogno di recitare nella sitcom Due uomini e mezzo.

## Colonna sonora
1. Sam & Dave – Hold On, I'm Comin' – 2:31
2. Wolfmother – New Moon Rising – 3:47
3. Band of Horses – Is There a Ghost – 2:59
4. Billy Currington – People Are Crazy – 3:51
5. Cream – White Room – 4:58
6. Pink Floyd – Hey You – 4:41
7. MIMS – This Is Why I'm Hot – 4:17
8. Cowboy Junkies – Sweet Jane – 3:35
9. Rod Stewart – Amazing Grace – 2:02
10. Ice Cube – Check Ya Self 2010 (feat. Chuck D with Lisa Kekaula) – 3:25
11. Christophe Beck – Glaucoma – 2:13
12. Christophe Beck – A Good Sign – 1:36
13. Christophe Beck – Ethan's Theme – 1:19

## Distribuzione
L'uscita nelle sale cinematografiche statunitensi è avvenuta il 5 novembre 2010, mentre nelle sale italiane il film è uscito il 28 gennaio 2011.

## Accoglienza

### Critica
Il film ha ottenuto recensioni miste da parte della critica. Il sito aggregatore di recensioni Rotten Tomatoes riporta che il 40% delle 191 recensioni professionali ha dato un giudizio positivo sul film, con un voto medio di 5,2 su 10; il consenso critico del sito recita: "Spudoratamente derivativo e solo sporadicamente divertente, Parto col folle non è all'altezza delle possibilità suggerite dal suo regista di talento e da stelle meravigliosamente non corrispondenti." Su Metacritic il film detiene un punteggio di 51 su 100, basato sul parere di 39 critici.

### Incassi
Nonostante giudizi contrastanti, il film ha avuto un buon successo commerciale in tutto il mondo,  incassando più di tre volte il budget iniziale. Ha incassato 43.478.266 dollari nella sua prima settimana, posizionandosi dietro Megamind ma è stato numero uno nel Regno Unito per due settimane consecutive. In totale ha incassato oltre $ 200.000.000 (dato aggiornato ai primi di febbraio del 2011) contro un budget di $65 milioni.